# Suite núm. 5 (Perosi)

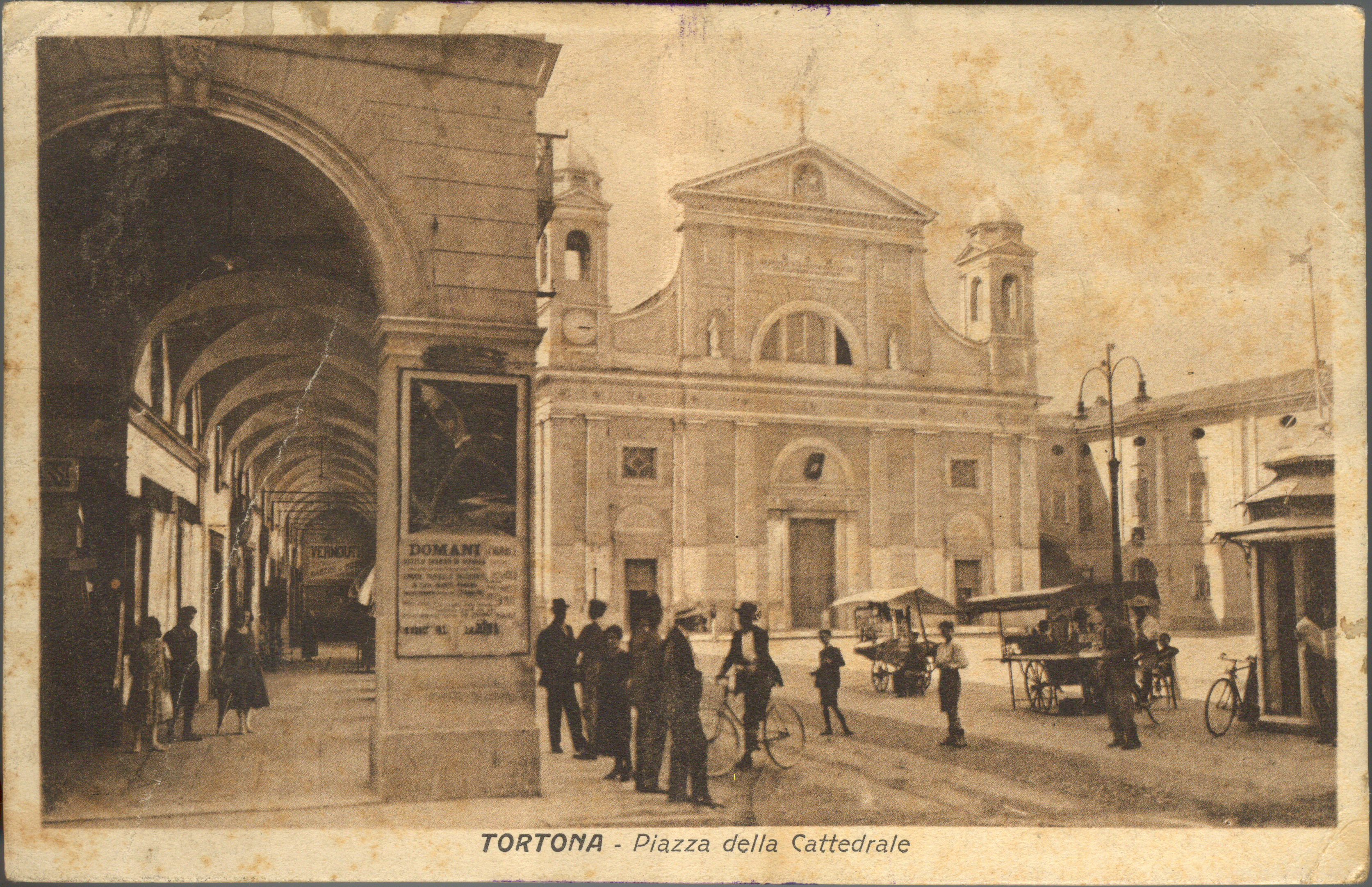
La Catedral de Tortona al voltant de 1890

La Suite núm. 5, anomenada Tortona, fou composta per Lorenzo Perosi al voltant de 1908 i va tenir la primera execució el 27 de juliol de 1931 al santuari de Nostra Signora della Guardia a Tortona sota la direcció de Carmelo Preite.
Escrit per a una orquestra clàssica, sense els trombons. Seguint una successió numèrica, la cinquena suite hauria de correspondre a la Napoli, almenys això és el que deia l'autor en una entrevista concedida a Franco Raineri el 1911, però d'aquesta composició es van perdre les partitures i Tortona ha passat a ser la cinquena.
L'obra es divideix en tres moviments compostos en la llibertat total i absoluta, amb un desenvolupament dels elements temàtics que s'ornamenten amb una instrumentació brillant.

## Moviments
- I Mosso
- II Adagio
- III  Presto

En el primer temps, Mosso, hi ha diversos elements que, incorporats en la identificació tímbrica dels diversos instruments, es complementen entre si donant lloc a un impuls incessant. L'Adagio que el segueix emana un patetisme lànguid i commovedor, alliberat d'insercions modals. El Presto final brilla de frescor, aclaparador en la invenció, feliç en la dinàmica.